# Zilog Z800
Zilog Z800 – 16-bitowy procesor firmy ZiLOG, który miał się ukazać na rynku w 1985. Był binarnie kompatybilny z Z80, różnił się od niego głównie tym, że miał większe rejestry, mógł adresować więcej pamięci i pracował z większą częstotliwością. Niemniej ZiLOG zdecydował się skoncentrować na 32-bitowym Z80000 i Z800 nigdy nie wszedł do masowej produkcji. Ulepszona jego wersja i zbudowana w technologii CMOS pojawiła się dwa lata później jako Z280.
Główną różnicą w porównaniu z Z80 było powiększenie rejestrów do 16 bitów, mogły one nadal być jednak używane z trybie 8-bitowym jak „klasyczny” Z80. Dodano także nowe 16-bitowe instrukcje nieusuwając jednak starszych 8-bitowych.
Rozszerzono także szynę adresową, wewnętrznie aż do 24-bitów. Układ został zaprojektowany w kilku wersjach, z zewnętrzną szyną adresową o szerokości 19-bitów (ten układ mógł adresować do 512 kB RAM) lub z pełną 24-bitową szyną (maksymalna pamięć do 16MB).
Łącznie zaprojektowano aż cztery wersje tego procesora różniące się szerokością szyny danych i szyny adresowej